# 未書羽
未书羽（1992年11月24日—），原名魏舒羽，中国女歌手、模特，生於江西省。

## 经历
2012年，参加CCTV《时尚中国》舞蹈模特大赛，获得最佳媒体印象奖。
2013年10月，参加2013环球小姐中国区大赛总决赛，获得“最佳身材奖”。
2014年，与多个国家和地区选手参加“玫琳凯百变美人季”亚太区总决赛，获得冠军并成为玫琳凯亚太地区形象代言人。
2015年，前往纽约参与玫琳凯杂志拍摄。同年参加瑞丽之星年度决选获得总冠军，签约瑞丽。
2020年，参加爱奇艺女团综艺《青春有你2》，但未进入第二轮（60强）。

## 音乐作品

### 青春有你2时期
| 发行时间 | 歌曲名称（歌曲说明）                                  | 原唱者          |
| 2020     | 《闪闪惹人爱》（初评舞台，纯享版播出）                | 萧亚轩          |
| 2020     | 《Melody》（爱奇艺《青春有你2》学员考核位置测评歌曲） | 陶喆            |
| 2020     | 《Yes! Ok!》（爱奇艺《青春有你2》主题曲）             | 青春有你2训练生 |

## 綜藝節目
| 日期                   | 頻道   | 節目名稱           | 備註   |
| 2020年3月12日－4月11日 | 爱奇艺 | 《青春有你第二季》 | 參賽者 |